# ウシクグ
ウシクグ Cyperus orthostachyus Franch. et Sav. 1878. はカヤツリグサ科の植物の1つ。やや大柄なカヤツリグサ属で黒い小穂をブラシ状につける。

## 特徴
一年生の草本。根茎や匍匐茎は発達せず、茎や葉は束状に出る。背丈は、花茎が高さ20～70cmになる。葉は花茎より長く発達し、幅は3～8mmになり、縁にはざらつきがある。基部の鞘は褐色になる。
花期は8～10月。花茎は太い。頂生する花序の基部にある苞は葉状になっており、よく発達して花序より長く伸び、時として40cmに達することさえある。花序は複散房状になっており、花序枝が5～10個ほど出ており、その長さは15cmに達することもある。分花序は長さ2～3cmで、多数の小穂をやや密集してつける。小穂は軸に対して斜めの角度でつく。またその中軸には刺毛がある。小穂は濃赤褐色で線形をしており、長さは5～8mmで多少扁平になっており、8～20個の小花を含み、それらは2列に配置する。小穂の鱗片は広楕円形で長さは1.2～1.5mm、先端は丸くなっており、中肋は緑色になっている。痩果は倒卵形で長さは1～1.5mm。柱頭は3つに裂ける。
全草を揉むとレモンのような香りがある。
和名については牧野原著(2017)は「牛クグ」であり「果穂が紫黒色であることに由来」するとしているが、ちょっと意味不明である。さらに「全体が大型である」ことに依るかも、との推測を示している。

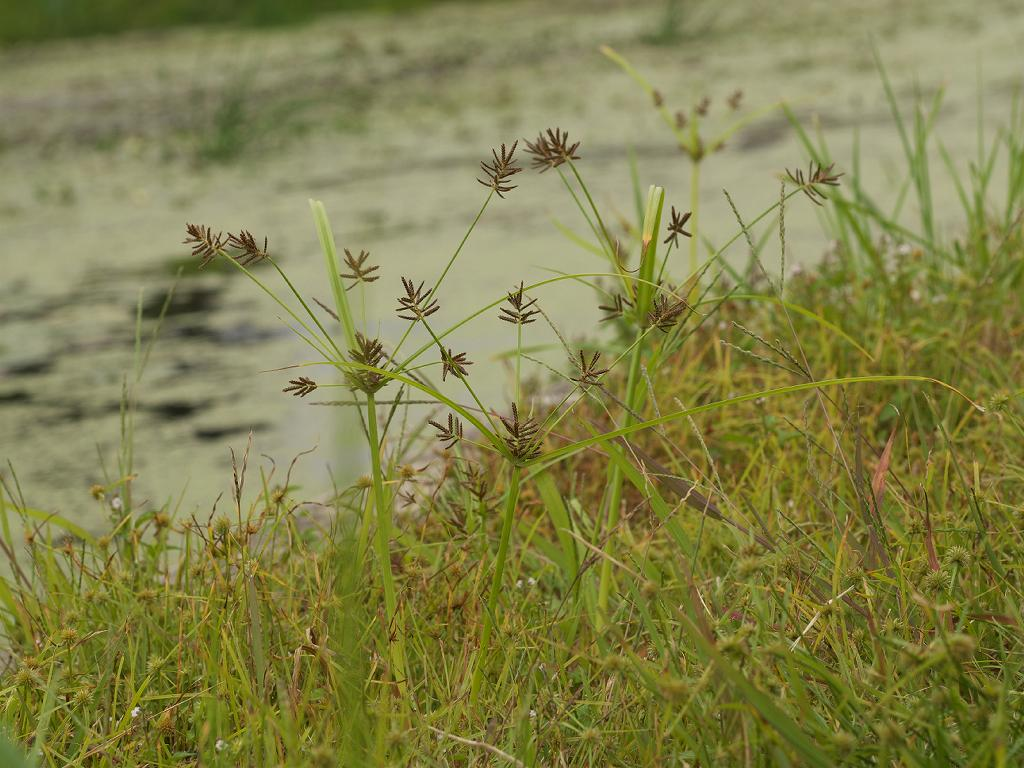
群生している様子
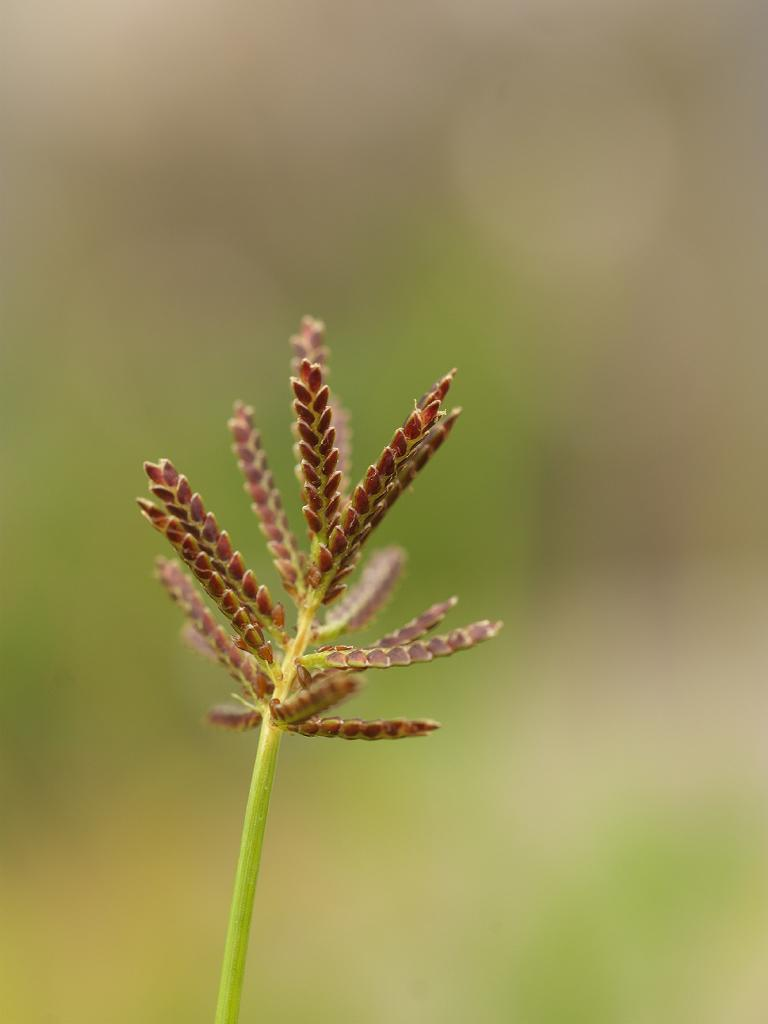
花序枝の先端部

## 分布と生育環境
日本では北海道から九州にかけて分布があり、国外では朝鮮半島、中国、シベリア東部に知られる。
湿地に生育するもので、水田の畦などでもよく見られる。特に谷津の奥の源流回りの湿地によく見られる、との声も。時として群れをなして繁茂する。

## 分類、類似種など
カヤツリグサ属には世界で700種ほど、日本国内でも40種以上がある。大小様々な種があり、本種と同程度の大きさになる種も数多い。一年生のもので本種程度の大きさになるものとしてはカヤツリグサ C. microiria やコゴメガヤツリ C. iria  などもあるが、これらは本種よりかなり茎が細く頼りない印象である。ヌマガヤツリ C. glomeratus は本種より大きくなるものだが、この種では小穂が花序の軸にぎっしり集まって房状になる特徴がある。見た目としてはむしろ多年生のミズガヤツリ C. serotinus などが似ているが、根茎や匍匐茎がある点で区別できる。
なお、普通はミズガヤツリなどに似た姿、根本に少数の根出葉があり、花茎が長く抜き出てその先端に少数の葉状の苞と花序がある、という姿なのであるが、時に花茎が短くて葉状の苞がまるで高床式の根出葉になっているような姿のものがあり、困惑させられる。

## 保護の状況
環境省のレッドデータブックでは指定がなく、県別では宮崎県で絶滅危惧II類、鹿児島県で準絶滅危惧の指定がある。分布南限域での指定と思われる。